# Prefettura di Sotouboua
La prefettura di Sotouboua è una prefettura del Togo situato nella regione Centrale con 158 425 abitanti al censimento 2010. Il capoluogo è la città di Sotouboua.	
Il territorio della prefettura è ulteriormente suddivisa in quattro cantoni (Tchébébé, Sotouboua, Adjengré e Aouda).

## Economia
Il territorio della prefettura è prevalentemente rurale, e la maggior parte della popolazione vive in piccoli villaggi di campagna. C'è un'unica strada asfaltata che conduce al capoluogo, a cui si congiungono numerose strade sterrate che portano ai villaggi. Ogni settimana si tengono due o tre grandi mercati agricoli che attirano persone da tutta la prefettura. Nella regione si coltivano soprattutto mais (che costituisce l'80% dell'alimentazione della popolazione locale). In alcune zone, la conformazione del terreno favorisce anche la coltivazione del riso. Il sorgo viene coltivato soprattutto per produrre una birra locale chiamata tchouk. Altre coltivazioni importanti sono quelle dell'igname, delle arachidi, della soia e del cotone. 
L'allevamento (soprattutto di bovini) è la seconda attività economica della zona dopo l'agricoltura, ma è appannaggio solo di piccoli gruppi.

## Clima e ambiente
Il clima della regione è tropicale, con una stagione secca da novembre a marzo e una stagione delle piogge da aprile ad ottobre. Le precipitazioni annuali sono comprese fra 1200 e 1500 mm e raggiungono il massimo in agosto. La vegetazione è quella tipica della savana.